# Temple Houston
Temple Houston ist eine US-amerikanische Westernserie, die zwischen 1963 und 1964 produziert wurde.

## Handlung
Die Handlung basiert frei auf dem Leben des historischen Temple Lea Houston, einem Rechtsanwalt im Wilden Westen. Als Rechtsanwalt verteidigt er in der Regel unschuldige Beklagte und muss die Geschworenen vom Freispruch seines Mandanten überzeugen. In späteren Episoden betätigt er sich teilweise selbst als Detektiv, um die Unschuld seiner Klienten zu beweisen.

## Hintergrund
Temple Lea Houston war ein Rechtsanwalt und zwischen 1885 und 1889 Mitglied des Senats von Texas. Er war der Sohn des Präsidenten der Republik Texas sowie späteren Senators und Gouverneurs von Texas, Sam Houston.
Der Pilotfilm zur Serie namens The Man From Galveston entstand bereits 1957, wurde jedoch zunächst nicht ausgestrahlt. Erst als durch Terminschwierigkeiten ein Sendeplatz frei wurde, erinnerte man sich des Konzeptes. Da außer dem Hauptdarsteller keiner der anderen Schauspieler kurzfristig zur Verfügung stand, wurden die Rollen umbesetzt. Der Pilotfilm wurde 1963 als Kinofilm ausgewertet.
Die vom ehemaligen Schauspieler Jack Webb produzierte Serie wurde nach dem Ende der ersten Staffel aufgrund kommerziellen Misserfolges eingestellt. Da auch sein geändertes Konzept von 77 Sunset Strip erfolglos blieb, wurde er nach nur 10 Monaten als Produktionsleiter von Warner Bros. entlassen.
Zu den Gaststars der Serie zählten unter anderem Robert Conrad, William Conrad, Royal Dano, Victor French, Virginia Gregg, Richard Jaeckel, Victor Jory, Robert Lansing, Tom Skerritt, Connie Stevens, Anne Francis und Susan Kohner.